# Blacus groenlandicus
Blacus groenlandicus (лат.) — вид мелких наездников рода Blacus из семейства Braconidae (Ichneumonoidea). Эндемик Гренландии.

## Распространение
Гренландия, Iviglut.

## Описание
Очень мелкие паразитические наездники, длина тела 2,1 мм, длина переднего крыла 2,0 мм. Основная окраска тела чёрная, щупики и ноги коричневато-жёлтые, усики и метасома тёмно-коричневые. Усики самок 17-члениковые. Нижнечелюстные щупики равны 0,7 от высоты головы. Лоб гладкий. Пронотум сбоков сетчатый, а сверху гладкий. Длина бедра, голени и основного членика задней лапки равны соответственно 6,0, 10,6 и 7,7 от их ширины.

## Систематика
Сходен с видом Blacus modestus Haeselbarth, 1973 из Европы (который встречается от Дании до Болгарии), однако отличается строением крыльев и пропорциями частей тела. Вид был впервые описан в 2006 году голландским энтомологом Корнелисом ван Ахтербергом (Cornelis van Achterberg Архивная копия от 5 февраля 2016 на Wayback Machine; Department of Terrestrial Zoology, Naturalis Biodiversity Center, Лейден, Нидерланды) по типовому экземпляру, собранному в 1949 году. Вместе с ним фауна браконид Гренландии достигает 30 видов, включая такие как Aphidius tarsalis, Dacnusa groenlandica, Praon brevistigma, Cotesia crassifemorata, Cotesia fascifemorata и Microplitis lugubroides.
Видовое название B. groenlandicus дано по названию места обнаружения типовой серии (Гренландия).